# Altaj
Altaj (rusky Алтай, Алтайские горы, Altajskie gory, kazašsky Алтай, Алтай таулары, Altaj taulary, mongolsky Алтай, Алтайн нуруу, Altajn nuruu, ujgursky ئالتاي تاغ تىزمىسى, transliterováno Altay tagh tizmisi, čínsky 阿尔泰山脉, pinyin Ā'ěrtài Shānmài, český přepis A-er-tchaj šan-maj) je téměř 2 000 km dlouhý a 600 km široký horský systém v centrální Asii na rozhraní Ruska, Kazachstánu, Číny a Mongolska. S nejvyšším vrcholem – Bělucha (4 506 m) – je nejvyšším pohořím Sibiře. Společně s pohořím Sajany a Ťan šan tvoří tzv. severní větev středoasijského horského systému, jež vychází z horského uzlu v oblasti Pamíru. Jméno Altaj pochází z mongolského Altan (zlaté hory) – to poukazuje na přítomnost zlata ve zdejších horninách.
Krajina na Altaji se skládá zejména ze suché vysokohorské stepi a rozsáhlých lesů. Nejvyšší části hor pokrývají z velké části ledovce (zaledněno je 900 km²). Některé oblasti ve střední části a zejména pak v mongolské části blížící se k poušti Gobi tvoří polopouště (Koš-Agač). Hranice permafrostu probíhá ve výšce 2 000 m n. m., na jižních svazích ještě o 400 m výše. Vegetace je velmi různorodá vzhledem k poloze pohoří na rozhraní několika různých bioregionů. Altaj tak tvoří bariéru mezi severem a jihem i východem a západem celého kontinentu. Na Altaji se celkem vyskytuje na 2 000 druhů vyšších rostlin, z toho 200 druhů endemických a 300 druhů léčivých. Fosilní nálezy pleistocenní fauny a relikty třetihorní vegetace svědčí o přítomnosti subtropické flóry i fauny v teplých dobách meziledových, kdy zde rostly i duby, lípy, javory a jírovce.[zdroj?]

## Geografie

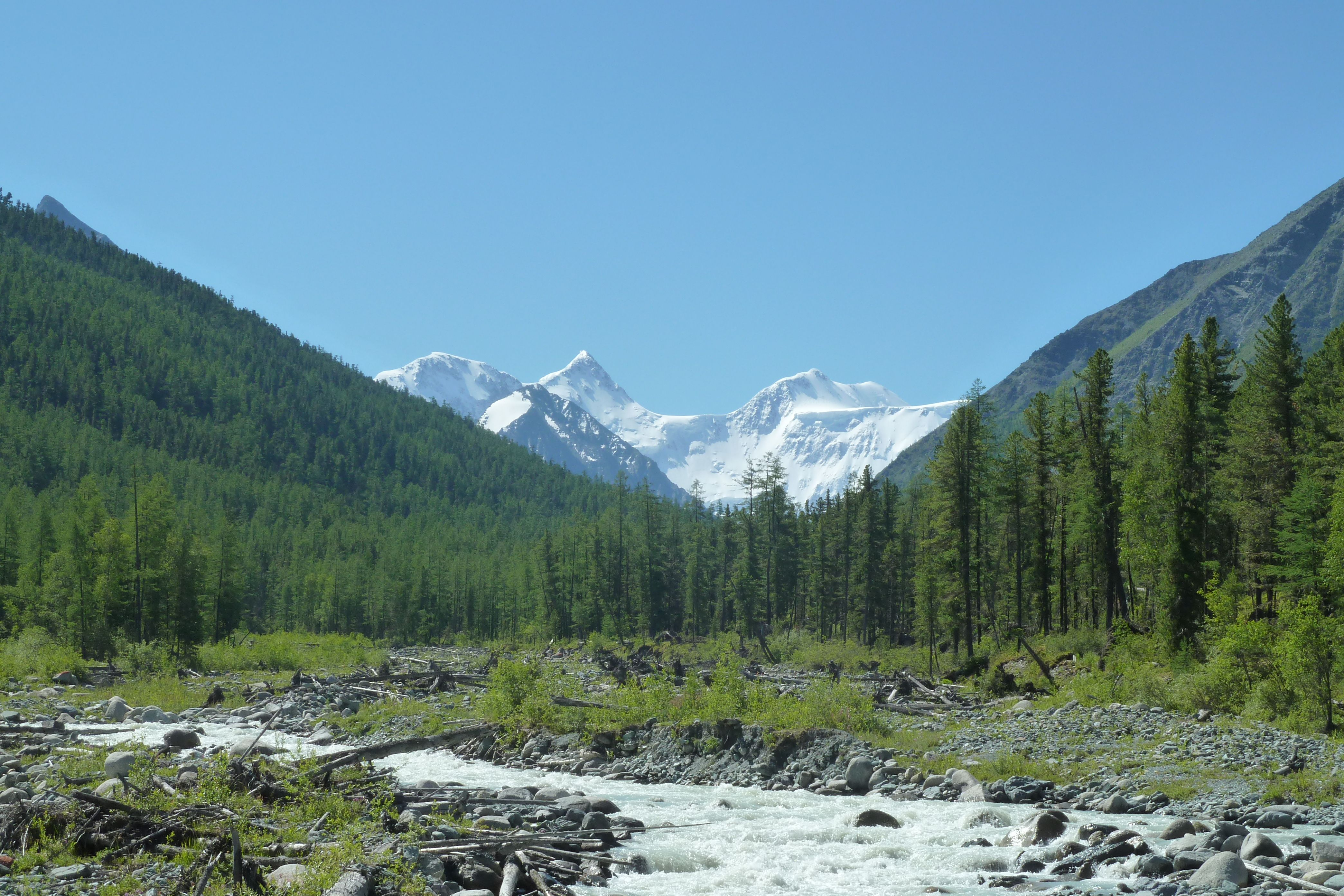
Pohled na nejvyšší horu Altaje Běluchu (4 506 m n. m.) a ledovcovou říčku Akkem

Altaj se nachází přibližně v geografickém středu asijského kontinentu. Na východě na něho navazuje pohoří Sajany. Směrem na sever spadá do rozsáhlé Západosibiřské roviny, na jihu do Džungarské pánve, na jihovýchodě se pak rozkládá poušť Gobi.
Vzhledem k své rozlehlosti se Altaj člení na tři části:
- Ruský Altaj — v Rusku (Altajský kraj, Altajská republika) pojmenované pouze Altajské hory, zasahuje i do Kazachstánu (Východokazašská oblast), Číny (Sin-ťiang) a Mongolska (Bajanölgijský ajmag, Chovdský ajmag) — nejvyšší hora je Bělucha (4506 m), leží zde i Abajská step.
- Mongolský Altaj (Chovdský ajmag, Gobialtajský ajmag) — nejvyšší hora Mönch Chajrchan Úl (4362 m)
- Gobijský Altaj (Gobialtajský ajmag, Bajanchongorský ajmag, Jihochangajský ajmag) — nejvyšší hora je Tegun Bogd, zvaný též Barun-Bogdo-Ula nebo Ich Bogd (Их Богд) (3957 m)

## Geologie

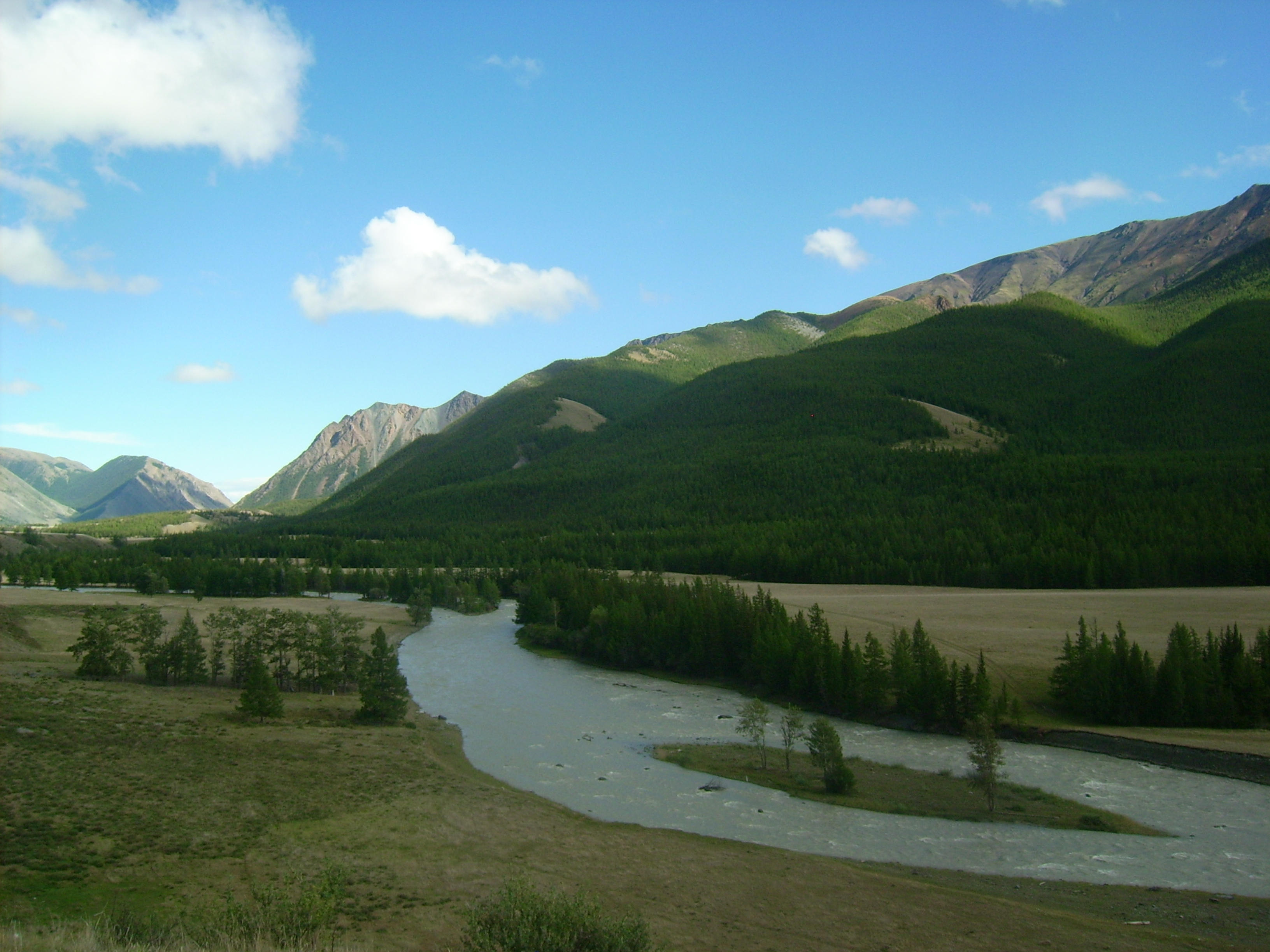
Čujské údolí na Altaji

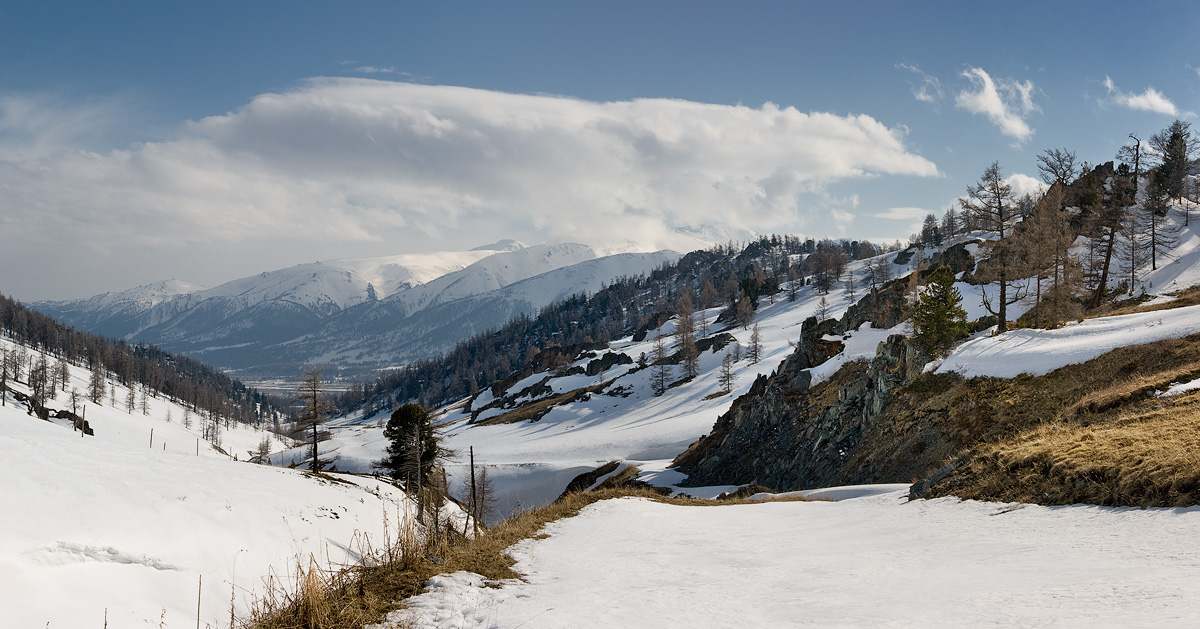
Altaj v Kazachstánu

Geologická struktura Altaje je velice složitá, což je i z důvodu jeho obrovské rozlohy. Z těchto důvodů zde bývají 2–3 zemětřesení za rok, přičemž ta nejsilnější byla v letech 1903 a 1927 (síla 8 z Richterovy stupnice).
Pohoří vzniklo v prvohorách za hercynského vrásnění. Staré hercynské pohoří bylo však v druhohorách zarovnáno v parovinu a do současné podoby bylo vyzdviženo až v třetihorách a začátkem čtvrtohor při alpínské orogenezi. Tak vznikla charakteristicky stupňovitá stavba Altaje, která je z geologického hlediska mladá a ještě dnes se zvedá rychlostí až několik centimetrů za rok. Důkazem, že pohoří není stále ještě dotvořené, jsou časté kamenné laviny.
Výrazný ledovcový reliéf byl formován během posledních dvou dob ledových. Ledovce byly významným faktorem při formování horstva, když při maximálním zalednění stékaly až na výšku tisíc metrů. Dalším faktorem formování je mrazové zvětrávání, které je díky kontinentálnímu podnebí velice silnou složkou napomáhající utvářet okolní krajinu – proto jsou zde k vidění velké suťové kužely, tzv. osypy.
Altaj je budován hlavně paleozoickými horninami (v oblasti Běluchy ordovického stáří), kterými pronikají mladopaleozoické vyvřeliny. Z hornin zde tak mají dominantní zastoupení žuly, metamorfované horniny jako jsou ruly a svory a dále zvětralé písčité břidlice s vysokým podílem nejrůznějších minerálů, které vykrystalizovávaly uvnitř hornin. Tyto horniny často pukají mrazem, z čehož vznikají kameny jehlicovitých tvarů naskládané na sebe.
V dobách ledových byl Altaj značně zaledněn a při oteplování se tak podhůří stávalo patrně místem největších záplav na Zemi. Tomu pravděpodobně pomohlo uvolnění obrovské masy vody držené v jezerech na površích ledovců při jejich tání. Ústup ledovců na konci posledního glaciálu vytvořil nespočet říčních teras a zanechal zde štěrkové vrstvy s balvany o průměru jeden až dva metry. V dobách ledových se nad řekou Bija ukládaly mocné, jemně váté sprašové vrstvy s pohřbenými fosilními půdami z období mezi dobami ledovými, které dnes představují jeden z nejúplnějších záznamů klimatických změn na Sibiři za posledních 250 000 let. Díky tomu je dnes známo mnohem teplejší klima Altaje v dávných dobách i s druhovou skladbou tehdejší flóry.

### Nerostné bohatství
Dnes probíhá v malém rozsahu na několika místech v Altaji těžba zlata, které lze při troše štěstí nalézt i v říčních náplavech. Zejména na severních výběžcích Altaje jsou bohaté zdroje koksovatelného uhlí (Kuzněcká pánev). V jihovýchodní části jsou ložiska železné rudy a polymetalických rud (zinek) – proto tato část Altaje na území Východokazašské oblasti bývá označována jako Rudný Altaj.

## Klima

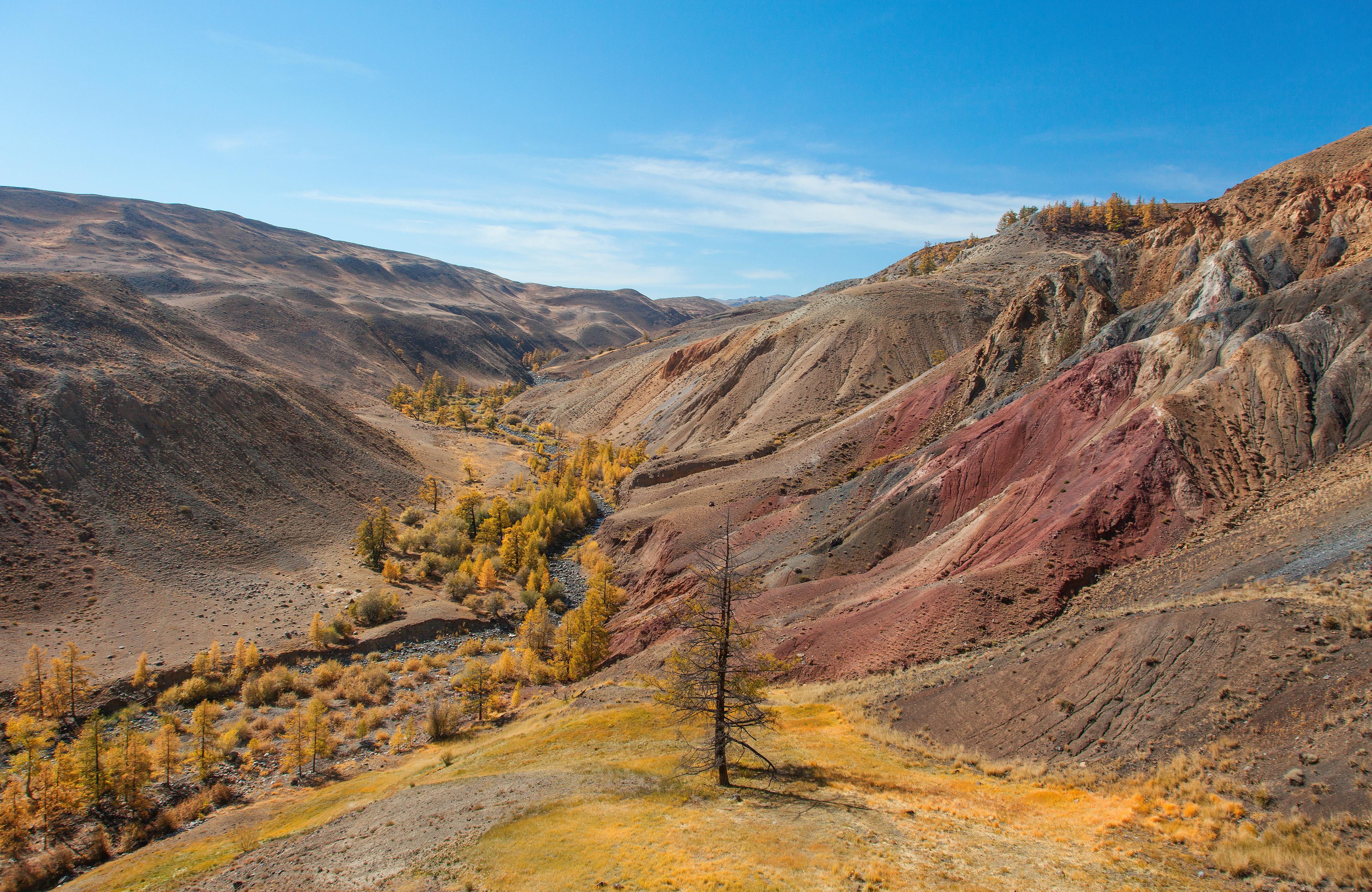
Suché oblasti východního Altaje

Klima na Altaji ovlivňováno tlakovou výší nad Mongolském a je v zásadě silně kontinentální, s dlouhými, velmi mrazivými zimami a krátkými léty. Léto je vlivem arktických vzdušných mas, které se nad západní Sibiří zahřívají a způsobují deštivé počasí, poměrně chladné. Červenec je nejdeštivějším měsícem (slunečných dnů bývá méně než 50 %). V poslední dekádě léta sníh již netaje pod 2 600 m. Září a říjen se vyznačují velice proměnným počasím. Zima na Altaji začíná v listopadu. Nejchladnější území je Čujská step na východě, kde teploty v lednu dosahují až −62 °C. Průměrné lednové teploty jsou −24 °C a červencové +12 °C.
Srážky jsou rozděleny jednak podle nadmořské výšky, jednak ve směru severozápad-jihovýchod: svahy, které se tyčí se nad široké západosibiřské roviny, jsou nejvlhčí, neboť se na nich projevuje návětrný efekt. Srážky zde na hřebenech dosahují kolem 1500 mm/rok a v zimě se tvoří bohatá sněhová pokrývka o síle běžně 2–3 m. Naopak v údolích se srážkovým stínem a na jihovýchodě dosahují roční úhrny srážek méně než 250 mm.

## Vodstvo

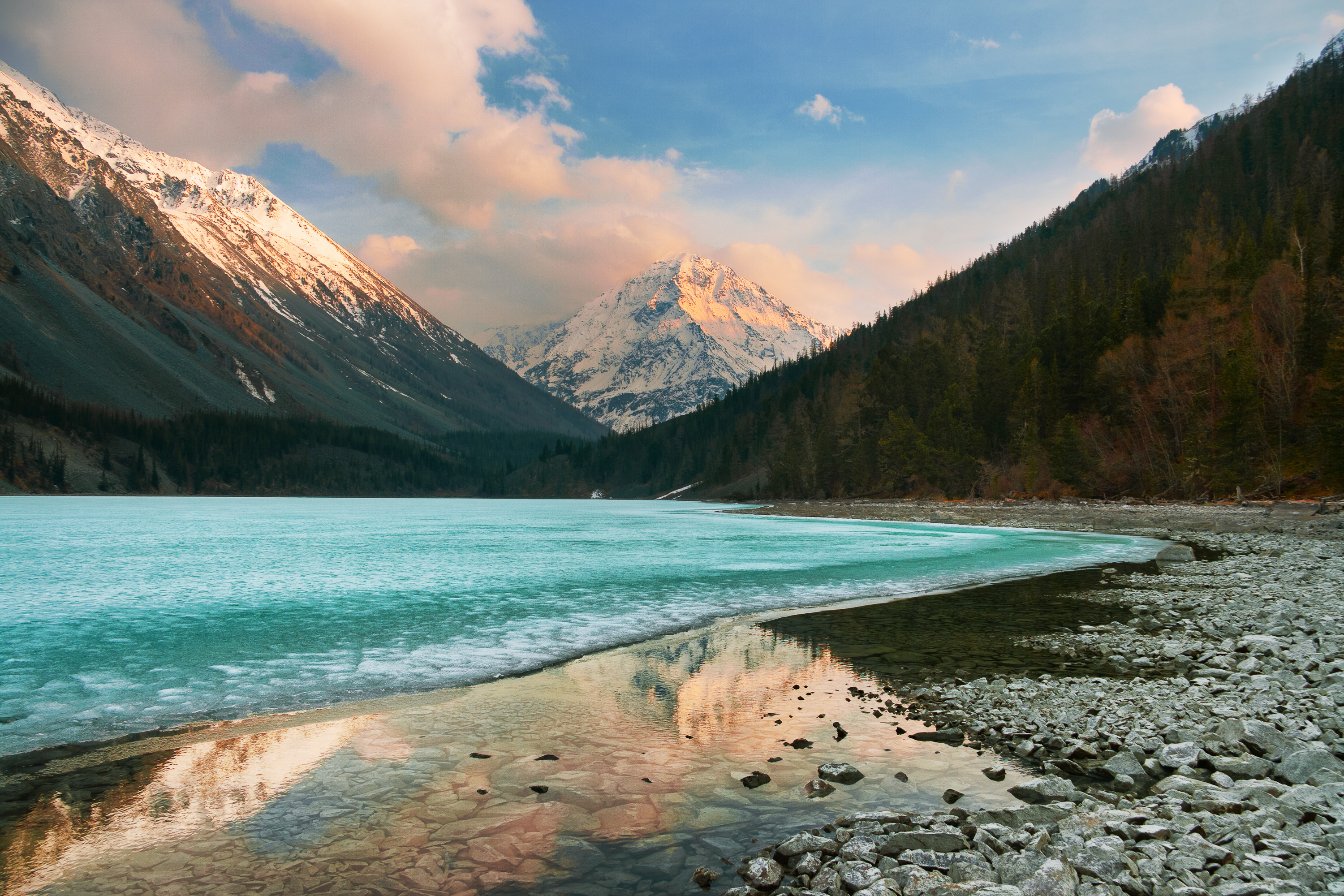
Kučerlinské jezero plesového původu; jezero je ve své spodní části zamrzlé

### Jezera

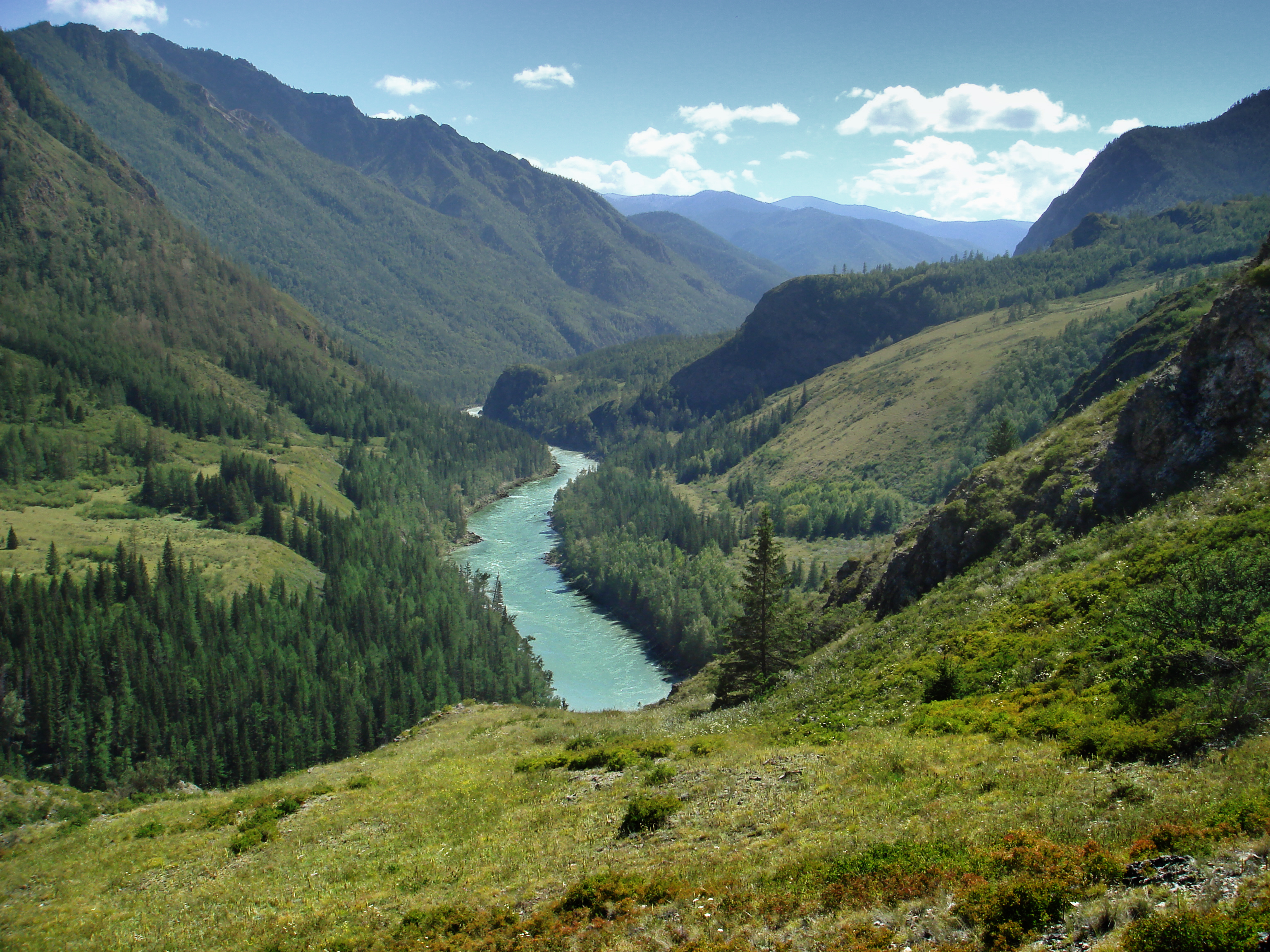
Řeka Katuň, častý cíl vodáků

Na Altaji se nachází přibližně 7 000 jezer s celkovou plochou 600 km². Většina těchto jezer je položena vysoko v horách a má plesový charakter. Největší jezero je Markakol s rozlohou 449 km², které se nachází v kazašské části pohoří mezi hřbety Kurčumskim ze severu a Azutau z jihu. Jezero je dlouhé 38 km a dosahuje hloubky až 30 m.
Největší jezero v ruské části Altaje je Telecké uprostřed lesů na říčním toku Čulyšman. Podobně jako Bajkal vzniklo příkopovou propadlinou a právě po Bajkalu je druhým nejhlubším jezerem celé Sibiře s hloubkou 353 m (některé zdroje uvádí 325 m). Dříve bylo však jezero hluboké 2 000 m. Délka tohoto jezera je 78 km a šířka nepřesahuje 8 km. Celková plocha jezera je 223 km² a je jednou z velkých zásobáren pitné vody. Na mongolské straně jsou velkými jezery Tolbo núr (185 km²), Dajan núr a Chovdská jezera.

### Řeky

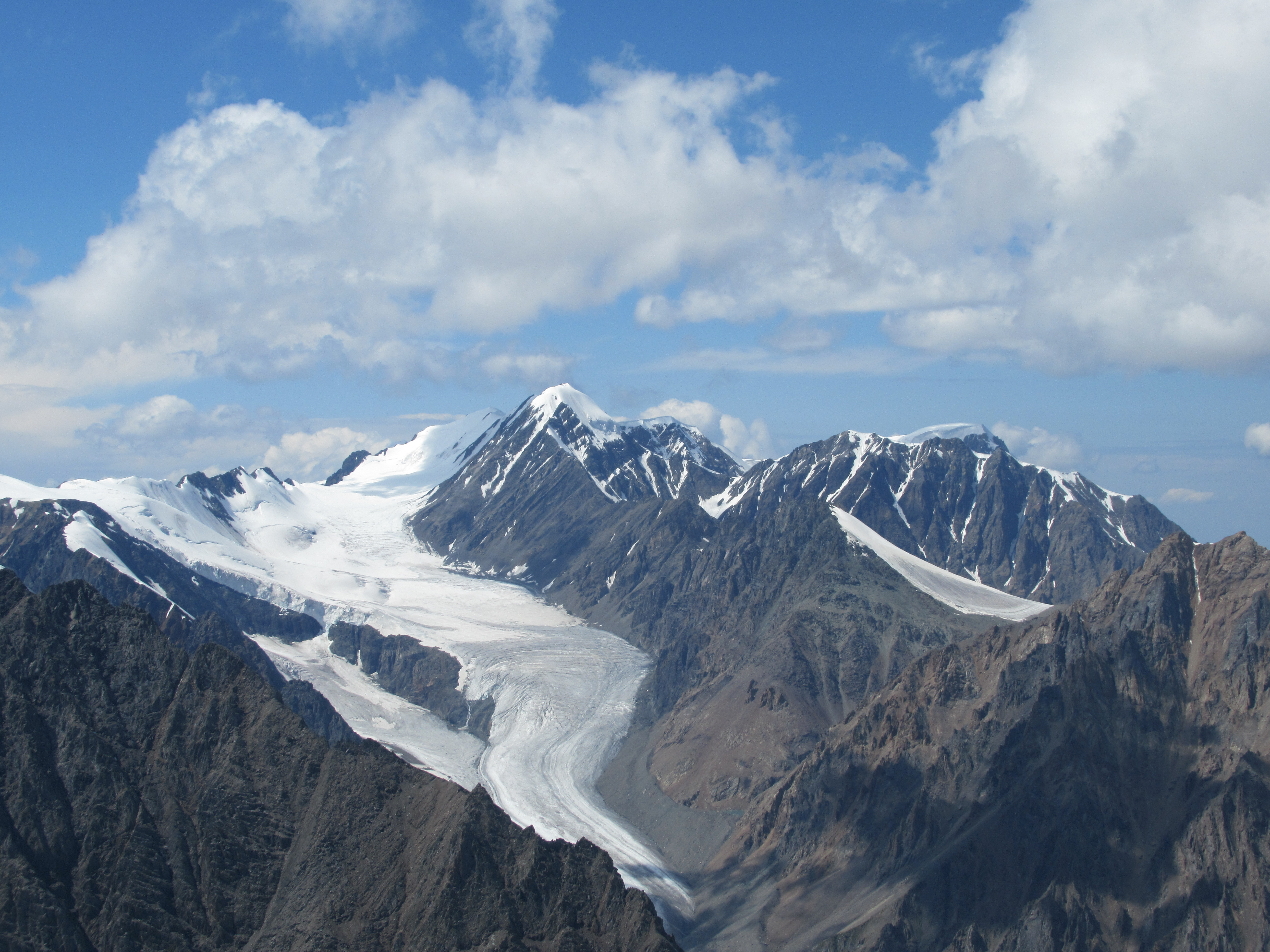
Ledovec na hoře Aktru

Na Altaji teče 20 188 řek o celkové délce 62 555 km, z nichž naprostá většina skončí v Severním ledovém oceánu díky veletokům Irtyš, Ob a Jenisej. Jen některé řeky v mongolské části skončí v bezodtokých jezerech severozápadního Mongolska.
Na Altaji pramení obě dvě zdrojnice Obu: Katuň pramenící pod Běluchou a Bija vytékající z Teleckého jezera se slévají ve městě Bijsk a stávají se Obem. Další významné řeky pramenící v Altaji jsou Buchtarma, která kromě kousku od pramene v ruské části protéká Kazachstánem a vlévá se do Irtyše, nebo mongolská řeka Chovd gol, která se vlévá do jezera Char Us núr. V ruské části to jsou ještě řeky Čulyšman a Argut.

### Vodopády
Nejvyšší vodopády jsou kaskády na řece Čulča s výškou až 160 m.

### Ledovce
Zalednění Altaje je značné, za což může velké množství srážek a extrémní klima ve vyšších polohách. Na Altaji lze napočítat více než 1 500 ledovců o celkové ploše 890 km². Nejvíc jich je v nejvyšší části Altaje v Katuňském hřbetu (přibližně 400), z nichž nejdelší dosahují délky téměř 11 km (Šapošnikovův ledovec 10,5 km, Geblerův ledovec 8,5 km).

## Flóra a vegetace

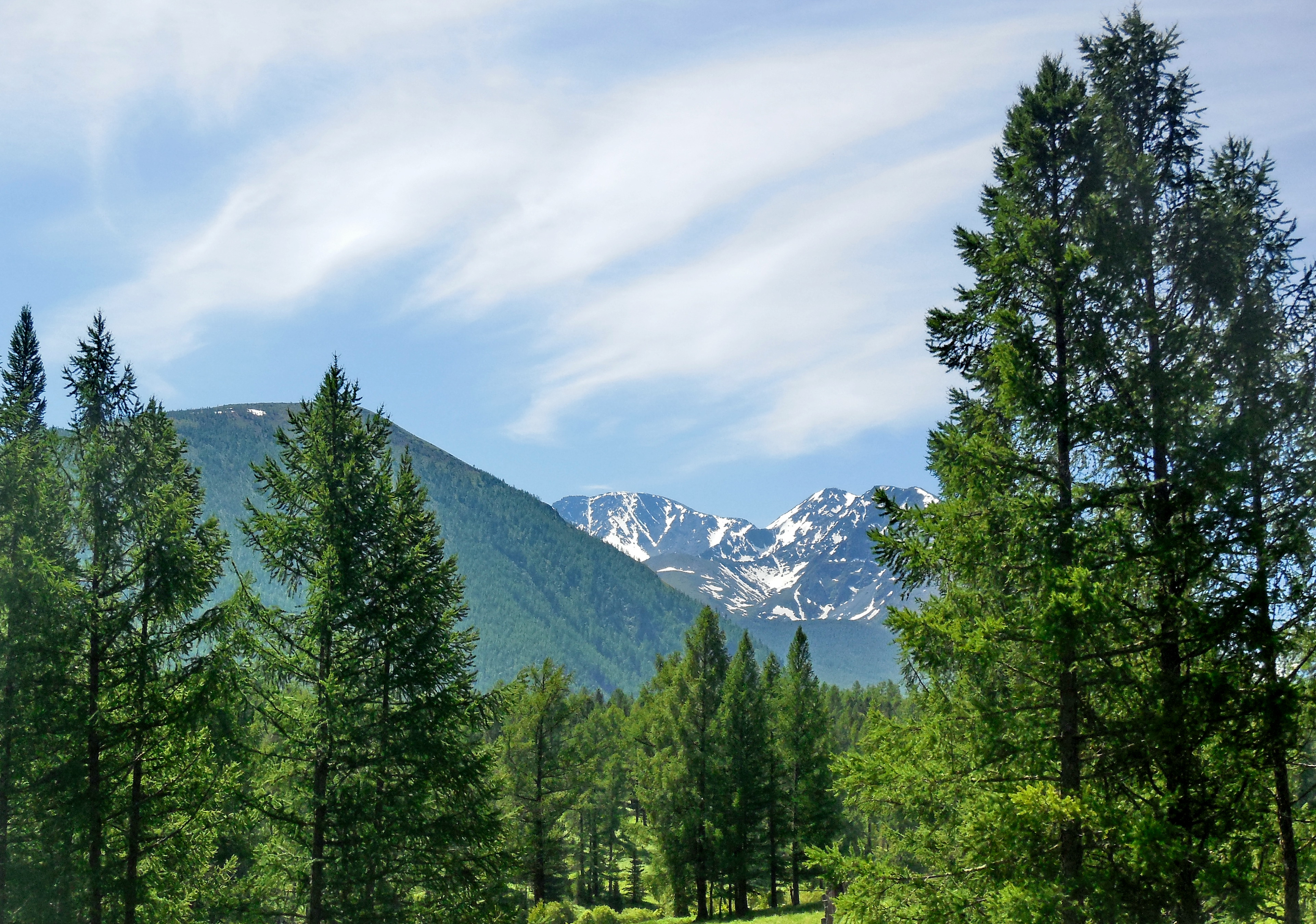
Modřínové lesy na Altaji

Flóra a vegetační stupňovitost na Altaji je nesmírně rozmanitá, což je dáno nejen členitostí několika výškových pásem, ale i polohou na rozhraní několika velice rozdílných biomů: sibiřské tajgy, kazašské stepi a mongolských polopouští. Dalším významným činitelem, který ovlivňuje vegetaci, je výše zmiňované rozložení srážek.
Na severozápadě a severu území, kde je srážek nejvíce, se rozkládá převážně sibiřská tmavá tajga, tvořená především smrkem sibiřským (Picea obovata) a jedlí sibiřskou (Abies sibirica), dále též borovicí sibiřskou (Pinus sibirica) nebo lesní (Pinus silvestris), osikami (Populus tremula) nebo břízami. Keřový podrost je poměrně hustý a obsahuje keře jako hlohy, tavolníky, rybíz, rakytník, skalník černoplodý, zimolez, borůvky. Na kontinentálnějším východě a ve vysokých polohách jihu pohoří zcela převládá modřín sibiřský (Larix sibirica); jeho lesy jsou poměrně světlé, místy až parkovitého rázu, s bohatým bylinným podrostem (hořec, rozchodník, lomikámen, divoký česnek, lilie, pivoňka. Nalézt zde lze i pěnišník daurský (Rhododendron dahuricum) či mnoho druhů hub. Směrem na západ (severní Kazachstán) tajga přechází do otevřenějších formací lesostepi. Na jihu a jihovýchodě pohoří vzhledem k suchému klimatu do značných nadmořských výšek (až do 1800 m) zasahují stepní trávníky s kavyly, kostřavami, kozinci, pelyňky a dalšími xerofytními druhy rostlin; na ně pak navazují zmíněné rozvolněné modřínové lesy. V nejnižších polohách spadajících do Džungarské pánve a přiléhajících k poušti Gobi má vegetace polopouštní až pouštní ráz.

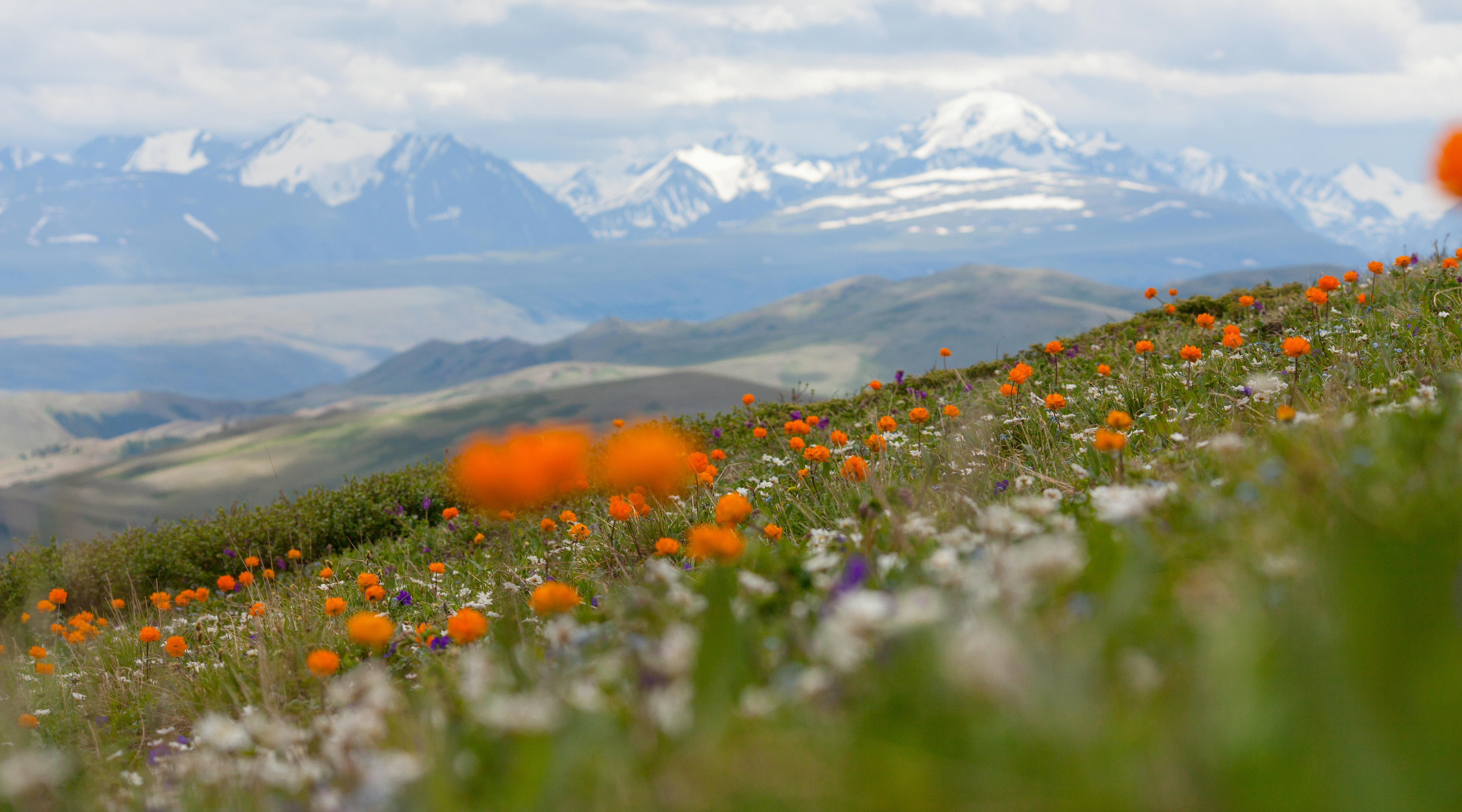
Alpínská louka s upolíny

Horní hranice lesa se pohybuje od 1 700 m na západě do 2 500 m na východě. Pásmo alpínských luk není souvislé a pokrývá jen vlhké svahy nebo ploché dolinky oddělené stěnami či ledovci. V létě jsou tyto louky rozkvetlé spoustou květin – lomikámen, prvosenka, česnek, fialka, hlaváček, rebarbora, rozchodnice růžová (Rhodiola rosea), upolín (Trollius), koniklec, hořec (včetně endemitu Gentiana altaica), žlutý mák nahoprutý (Papaver nudicaule), dryádka Dryas oxyodonta a mnoho dalších. Nad horskou tajgou roste vegetace horské tundry, která je tvořena zakrslými keříky a polárními břízami (Betula rotudifolia), které rostou do výšky 40–60 cm, zato velmi hustě. Ve vyšších výškách je možno vidět i některé druhy zakrslých vrb. Subnivální stupeň je tvořen řídkými porosty mechů a lišejníků. V nižších polohách mezi kameny rostou i některé skalničky.

## Fauna

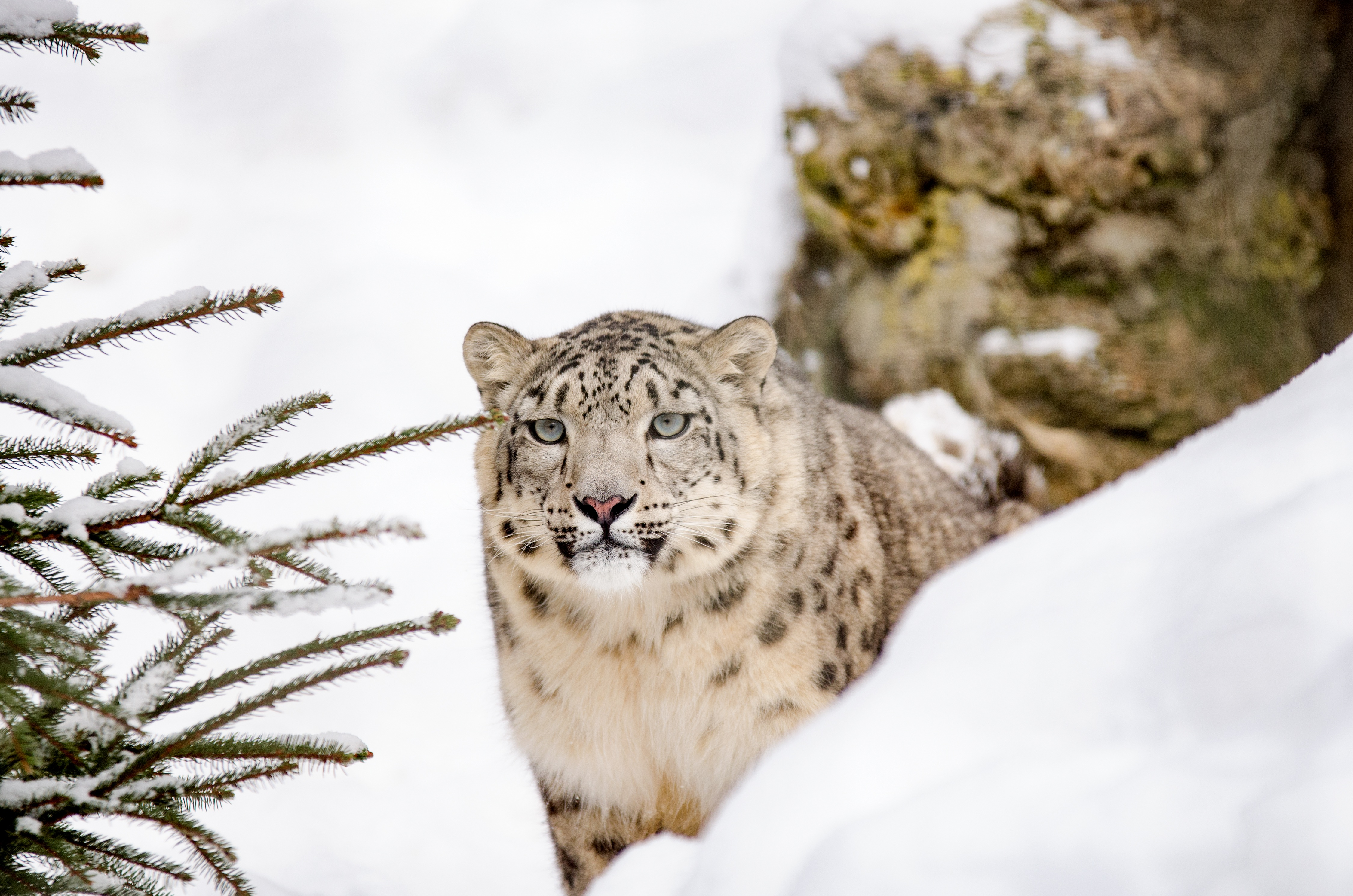
Vysokohorské polohy Altaje jsou domovem irbisa – sněžného leoparda

Živočišná říše je typicky sibiřská. Představitelem je zemní veverka burunduk (Tamias sibiricus) se šedým kožíškem zdobeným čtyřmi bílými pruhy, je velmi podobný americkému čipmankovi, kterého proslavil hlavně seriál Chip a Dale od Walta Disneyho. Alpínský stupeň obývá plachý, zlatě zbarvený svišť šedý (Marmota baibacina), a naopak velmi zvědavé pišťuchy, žijící v suťovitých polích.
Jednou z nejdravějších šelem Sibiře je rosomák, který si přes svůj malý vzrůst troufne i na jelena nebo člověka. V Altaji je relativně hojný i výskyt sobola asijského, který je v jiných oblastech na pokraji vyhynutí kvůli lovu pro svou kožešinu. Dále zde žije sob, vlk, rys, medvěd a vzácně i leopard sněžný. Vzácně jsou zde i jeleni, losi a zástupci zvířeny střední Asie (jelen maral, kozoroh ibex, ovce argali).
Na Altaji žije více než 100 druhů ptáků – např. tetřev hlušec, drozd, pěnice a velký kurovitý pták velekur altajský (Tetraogallus altaicus), známý pod domorodým názvem ular. Jezera a potoky jsou obydleny pstruhy, lipany i jinými rybami. Z bezobratlých stojí za zmínku motýl jasoň červenooký (Parnassius apollo) a tesařík rodu Monochamus.

## Turistika

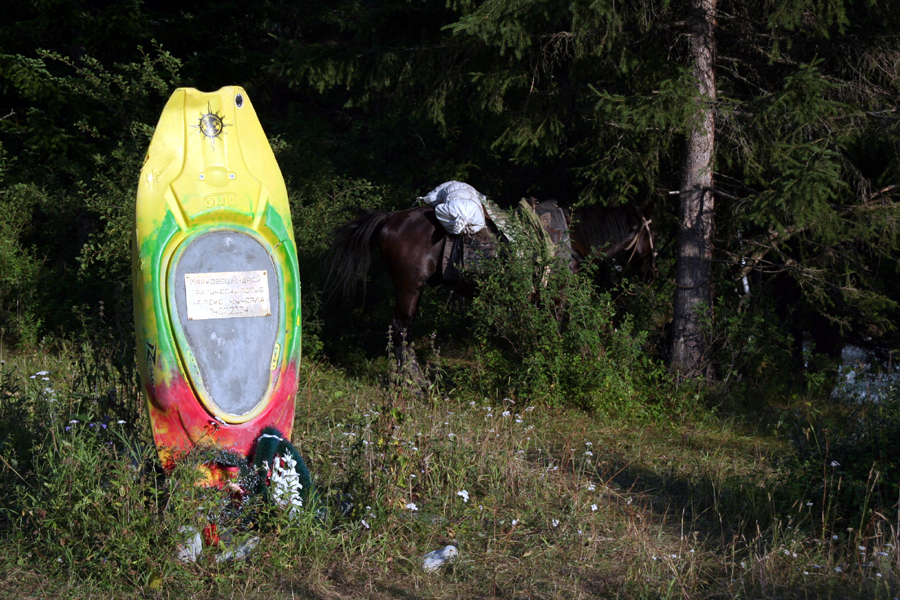
Pomník ruskému vodákovi, který jako jediný sjel řeku Kučerla, demonstruje nebezpečí divokých altajských řek: při druhém pokusu neuspěl

Altaj je velice oblíbeným turistickým místem Rusů i zahraničních cestovatelů. Telecké jezero slouží jako rekreační místo, které je přes léto obklopeno turisty trávících svou dovolenou v kempu. Volný čas lze trávit koupáním, okolními túrami, rybařením nebo výlety na lodích. Divoké řeky pramenící v horách lákají vodáky z celého Ruska i Evropy. Hojně navštěvovaná bývá řeka Katuň, kterou lze sjíždět na raftech i s místními průvodci. Altaj přitahuje pozornost i mnoha horolezců. Nejvíce jich pak míří samozřejmě na nejvyšší vrchol hory Běluchy (4 506 m), ale jsou zde i jiné čtyřtisícové vrcholy. U jezera Akkem severně od Běluchy je vybudovaný mezinárodní horolezecký tábor a meteorologická stanice.
Altaj je také ideálním místem pro vysokohorskou turistiku, a to nejen pro svou zachovalou a krásnou přírodu, ale i díky nižší náročnosti oproti jiným horským soustavám.
Rozvoji turistiky napomáhá i zápis Zlatých hor Altaje na Seznam světového dědictví UNESCO z roku 1998 jakožto regionu reprezentujícího kompletně výškové pásmy vegetace v centrální Sibiři od stepi, lesostepi, subalpínské a alpínské vegetace a místo výskytu světově ohrožených savců, jako např. sněžného leoparda a ovcí argali.

## Zajímavosti
V srpnu roku 2007 se do Altaje vydala skupina některých českých Cimrmanologů, aby zdolala vrchol dosud nepojmenované hory a nazvali ji horou Járy Cimrmana. Výstup byl vykonán úspěšně, o jejich dobývání hory byl natočen film.